# Thymedia
Thymedia (altgriechisch Θυμηδία Thymēdía, deutsch ‚Herzerfreuung‘) ist der ergänzte Name einer Mainade der griechischen Mythologie, der sich nur als Beischrift zu Figuren auf zwei griechischen Vasen findet. In literarischen Zeugnissen ist der Name nicht überliefert.
Eine Abbildung findet sich auf einer in Vulci gefundenen rotfigurigen Choenkanne, der Namenvase des Kraipale-Malers, die am Ende 5. Jahrhunderts v. Chr. entstand. Das Bild zeigt die sitzende Mainade Kraipale, links vor ihr steht der Satyr Sikinnos. Hinter ihr steht in einem langen Chiton die Mänade Thymedia mit einer Schale in der Hand, aus der Rauch oder Dampf aufsteigt. Während die Beischriften zu Kraipale und Sikinnos vollständig erhalten ist, ist über ihren Kopf nur ΘΥΜΗ zu erkennen, was zu verschiedenen Ergänzungsversuchen wie Thymedia, Euthyme, Ephymnia führte. Es wurde auch vorgeschlagen, ihren Namen ohne Ergänzung als Ableitung von Thymíama („Räucherwerk“) als Personifikation des Rauchopfers zu lesen; in der Annahme, um das Gefäß in ihrer Hand handele es sich mit Sicherheit um ein Räuchergefäß. John D. Beazley schloss sich nach eingehender Untersuchung der Beischrift der bis heute akzeptierten Meinung an, dass der Name als Thymedia zu lesen sei. Das Gefäß in ihrer Hand deutet er als besonders geformtes Thymiaterion, jedoch kann ein Trinkgefäß mit dampfendem Getränk nicht ausgeschlossen werden. Auch der Inhalt der Darstellung ist unklar: Entweder handelt es sich um eine in der Literatur nicht überlieferte Szene aus einem Mythos oder um einen während des attischen Dionysos-Festes Anthesteria ausgeübten und auf das Gefolge des Dionysos übertragenen Brauch, da Choenkannen hauptsächlich hierfür produziert wurden und häufig Abläufe des Festes zeigen.
Das zweite Vorkommen dieses Namens findet sich auf dem Fragment eines Glockenkraters in der Art des Dinos-Malers, der um 420 v. Chr. entstand. Neben der Mainade Paidia ist die Inschrift ΘΥΜΗ zu lesen, die von Beazley ebenfalls zu Thymedia ergänzt wurde. Die zur Inschrift gehörende Abbildung ist nicht erhalten.